# Pablo Arribas
Pablo Arribas (Quintanilla de la Mata, 1771-Colombes, 1828) fue un abogado y político español.

## Biografía
En 1790 fue nombrado catedrático de física de la Universidad de Valladolid. Posteriormente, estudió derecho. Ilustrado y afrancesado convencido, ejerció interinamente el Ministerio de Gracia y Justicia bajo el reinado de José I entre febrero de 1812 y junio de 1813. Se exilió a Francia, donde murió.